# Гронар
Грона́р (фр. Gronard) — коммуна во Франции, находится в регионе Пикардия. Департамент коммуны — Эна. Входит в состав кантона Вервен. Округ коммуны — Вервен.
Код INSEE коммуны — 02357.

## Население
Население коммуны на 2010 год составляло 73 человека.
| 1962 | 1968 | 1975 | 1982 | 1990 | 1999 | 2010 |
| ---- | ---- | ---- | ---- | ---- | ---- | ---- |
| 102  | 108  | 85   | 85   | 79   | 78   | 73   |

## Экономика
В 2010 году среди 44 человек трудоспособного возраста (15—64 лет) 35 были экономически активными, 9 — неактивными (показатель активности — 79,5 %, в 1999 году было 67,4 %). Из 35 активных жителей работали 28 человек (16 мужчин и 12 женщин), безработных было 7 (5 мужчин и 2 женщины). Среди 9 неактивных 4 человека были учениками или студентами, 2 — пенсионерами, 3 были неактивными по другим причинам.